# 피트니스 스캔들
《피트니스 스캔들》(영어: Results)은 2015년 개봉한 미국의 인디 로맨틱 코미디 영화로, 앤드루 부잘스키 감독이 연출했다. 가이 피어스, 코비 스멀더스, 케빈 코리건이 출연한다. 헬스클럽 트레이너 남녀와 어느 부자 이혼남의 삼각관계를 다루었다.
2015년 1월 선댄스 영화제에서 초연되었으며, 같은 해 5월 미국 극장에 제한적 상영으로 공개되었다.

## 줄거리
대니는 전처와 이혼하자마자 어머니의 유산을 물려받아 부자가 되었다. 돈은 많지만 제대로 쓸 방법을 모르는 그는 '파워 포 라이프'라는 작은 헬스클럽에 등록한다. 오너인 트레버와의 상담에서 대니는 '주먹으로 맞아도 쓰러지지 않는 몸'을 갖고 싶다고 하며, 큰 돈을 내는 대신 자신의 집까지 헬스트레이너를 보내 달라고 한다. 그러자 소속 트레이너 중에서 적극적인 태도로 인기가 많던 캣이 지원한다. 캣과 잠시 사귀었다 헤어졌지만 아직 마음이 있는 트레버는 캣의 안전을 걱정하며 반대하지만, 캣은 자진해서 대니의 집으로 간다.
으리으리한 저택에서 대니는 무덤덤한 태도로 캣의 트레이닝을 따른다. 금세 캣에게 끌린 대니는 그녀에게 은밀히 대마초를 권하고, 분위기에 이끌린 두 사람은 키스를 나누게 된다. 그러나 다음날 대니가 부를 과시하며 캣에게 구애하자 캣은 크게 분개하며 대니와의 트레이닝을 그만둔다. 다음날 캣에게 이야기를 들은 트레버가 대니의 저택으로 찾아가 그와 주먹다짐을 벌이다가 그래도 운동은 관두지 말라고 덧붙인다. 대니는 그 말을 받아들인다.
트레버는 사업 확장을 위한 투자자로 대니를 끌어들인다. 이후 다른 헬스장에서 트레버는 대니와 함께 운동을 하기 시작하고 둘은 곧 친구가 된다. 한편 캣은 자신의 일에 회의를 느끼고 진로를 바꾸기로 결정하며 트레이너를 그만둔다. 이 때문에 트레버가 캣과 다투게 된다. 트레버가 캣에 대한 감정을 대니에게 털어놓자 대니는 시큰둥해 하면서도 트레버를 격려한다. 그러고는 둘을 이어줄 목적으로, 트레버 몰래 '파워 포 라이프'의 지분 절반을 150달러를 받고 캣에게 팔아 버린다. 그 무렵 트레버는 헬스장 사업에 케틀벨의 대가로 알려진 '볼코프'를 초청하려고 그를 찾아가지만, 볼코프는 트레버의 철학에 공감하지 못하며 난항을 겪는다. 캣이 뒤늦게 합석하여 트레버와의 관계에 대한 이야기를 해주자 볼코프가 호감을 보이고 운좋게도 협상이 잘 이루어진다.
대니는 전처를 찾아가 재결합을 제안하지만 결국 거절당한다. 그날 밤 캣과 트레버에게 전화로 이야기하던 도중, 불량배에게 얻어맞고 나가떨어지지 않는 몸이 되었음을 깨닫는다. 캣은 트레버와 섹스한 뒤에도 완전히 마음을 열지 않지만, 트레버가 자신의 연심을 고백함으로써 마침내 두 사람이 이어지게 된다. 대니가 캣의 제안을 받아들여 여대생들을 초대한 파티에서 대니, 캣, 트레버 세 사람이 춤을 추며 영화가 끝이 난다.

## 출연진
- 가이 피어스 - 트레버 매닝
- 코비 스멀더스 - 캣
- 케빈 코리건 - 대니 로스
- 조반니 리비시 - 폴
- 브루클린 데커 - 에린
- 앤서니 마이클 홀 - 그리고리 볼코프
- 콘스턴스 지머 - 맨디
- 엘리자베스 베리지 - 크리스틴
- 티스완 스콧 - 로렌조
- 조이 그레이엄 - 탤리
- 데이비드 버넌 - 아이번
- 케이티 폴저 - 라일리